# Galeruca villiersi
Galeruca villiersi là một loài bọ cánh cứng trong họ Chrysomelidae. Loài này được Berti & Rapilly miêu tả khoa học năm 1983.